# Begonia mysteriosa
Begonia mysteriosa é uma espécie de Begonia nativa do Brasil, em especial do estado do Espírito Santo.